# لي ثانه تونج
كان لي ثانه تونج (Lê Thánh Tông) (1442–1497) إمبراطور مملكة داي فيت (Đại Việt) بدايةً من عام 1460 حتى موته. ويُعتبر واحدًا من أعظم الأباطرة في تاريخ فيتنام ويطلق عليه «حمورابي» الفيتنام.

## فترة الطفولة
لي ثانه تونج، واسمه الكامل لي تو ثانه (Lê Tư Thành)، هو ابن الإمبراطور لي ثاي تونج (Lê Thái Tông) ووالدته هي نجو ثي نجوك داو (Ngo Thi Ngoc Dao). كان لي ثانه تونج ولي نهان تونج (Lê Nhân Tông) إخوة من الأب ويبدو أن والدة لي ثانه تونج ونغوين ثي أنه (Nguyễn Thị Anh) (والدة لي نهان تونج) تربطهما صلة قرابة (محتمل أن تكونا أخوات أو بنات عم). تَعلّم تمامًا مثل أخوه الإمبراطور غير الشقيق في القصر الذي في مدينة هانوي. ظل تو ثانه أميرًا بعدما قام أخوه الأكبر غير الشقيق، نغي دان (Nghi Dân) بانقلاب وقتل الإمبراطور في عام 1459. وبعد تسعة أشهر، عندما نُفّذ الانقلاب الثاني بنجاح، طلب المتآمرون من الأمير تو ثانه أن يصبح هو الإمبراطور الجديد ووافق على طلبهم.
كان قائدا الانقلاب اللذان عزلا (وقتلا) نغي دان من آخر الأصدقاء والاتباع للإمبراطور لو لوي (Lê Lợi): ونغوين كسي (Nguyễn Xí) ودينه ليوت (Đinh Liệt). وكانا بعيدين عن السلطة منذ عام 1440 ولكن استمر التقدير العالي لهما بسبب ارتباطهما بالبطل لو لوي (Lê Lợi). فقام الملك الجديد بمنح هذين الرجلين أعلى المناصب في حكومته الجديدة، عَيّن نجوين كسي مستشارًا للإمبراطور ودينه لييت قائدًا لجيش فيتنام.

## صعود الحكومة الكونفوشيوسية
قرر ثانه تونج -بسبب تأثره الشديد بمعلميه الكونفوشيوسيين- أن يجعل نظام الحكم في فيتنام مثل أسرة سونغ (Song Dynasty) بالتأثر بالفلسفة الكونفوشيوسية الجديدة لهذه الأسرة ومبدأها الرئيسي وهو وجوب اختيار شخصيات شريفة ونبيلة لإدارة الحكومة وليس شخصيات من عائلاتٍ شريفة (ثرية). وهذا يدل على رغبته في سلب السلطة من العائلات الحاكمة (وخاصًة من محافظة تان هوا) ومنحها للعلماء الناجحين في الفحص الرسمي. وكانت الخطوة الأولى في هذا الطريق أن يعيد عملية الفحص، التي استمرت من قبل فقط لفترة متقطعة عام 1450. فبدأ بأول فحص من الفحوص العظيمة عام 1463 وتحققت التوقعات وكان صفوة العلماء من الدلتا (حول العاصمة) وليس من مقاطعة ثانه هوا.
شجع ثانه تونج انتشار المبادئ الكونفوشيوسية في فيتنام بإقامة «معابد للأدب» في كل المقاطعات. هنا، كان كونفوشيوس تبجيلاً ويمكن العثور على الأعمال الكلاسيكية الكونفوشيوسية. وأوقف أيضًا بناء أي معابد بوذية أو طاوية جديدة بالإضافة إلى أنه أمر بمنع الرهبان من شراء أراضي جديدة.
اتبع لي ثانه تونج النظام الصيني، وأقام ست وزارات لإدارة الحكومة: وزارة المالية، ووزارة الطقوس، ووزارة العدل، ووزارة التوظيف، ووزارة الجيش، ووزارة الشؤون العامة. وخصص تسع درجات لِرُتَب الإدارة العسكرية والمدنية. وأسس أيضًا هيئة مراقبين ومنحها سلطة مَلكيّة لمراقبة موظفي الحكومة وإخبار الإمبراطور مباشرةً. ومع ذلك، لم تمتد سلطة الحكومة بنفس هذا النظام إلى القرى. حيث كان مستشارو القرى هم حكامها في فيتنام (فيتنام، محاكمات الأمة ومصائبها D. R. SarDesai, ppg 35-37, 1988).
بعد موت نغوين كسي في 1465، فقدت الأسر الشريفة في مقاطعة ثانه هوا قائدها ونزل أفراد هذه الأسر إلى وظائف الدرجة الثانية في حكومة ثانه تونج الكونفوشيوسية الجديدة. ومع ذلك، احتفظوا بالسيطرة على جيوش فيتنام، حيث ظل اللواء القديم، دينه ليوت يستحوذ على رئاسة الجيش.
في عام 1469، تم رسم خريطة لفيتنام وعمل إحصاء كامل للسكان وسرد جميع القرى في المملكة. وتم تقسيم الدولة في هذا الوقت إلى 13 مقاطعة، يحكمها ثلاثة مسئولين كبار: المدير واللواء والقاضي. أمر ثانه تونج أيضًا أن يتم عمل إحصاء كامل للسكان كل ستة أعوام. وتم القيام ببعض الأعمال الأخرى مثل البناء وإصلاح المخازن، واستخدام الجيش لإعادة بناء وإصلاح أنظمة الري بعد الفيضان، وإرسال الأطباء إلى المناطق التي انتشرت فيها الأمراض. واختير لقب الفضيلة العظمى (Hong-duc) لحكم ثانه تونج في عام 1469 أيضًا. حيث كان عمر الملك 25 عامًا فقط وكانت حالة الدولة أفضل من أي وقت مضى.
أثبتت الحكومة الجديدة أنها حكومة فعالة وعادلة ومثلّت نموذجًا ناجحًا لنظام الحكومة الكونفوشيوسية الصينية خارج الصين.

## غزو تشامبا

خريطة لفيتنام تبين فتح لي ثانه تونج للمنطقة الجنوبية الخضراء المضيئة (Nam tiến).

في عام 1465، هجم قراصنة من الشمال على فيتنام. وتم إرسال قوات إضافية إلى الشمال لمحاربة القراصنة والتعامل مع هذا الهجوم. أرسل ثانه تونج أيضًا قوات عسكرية للغرب لإخضاع قبيلة جبل آي لاو (Ai-lao mountain) التي كانت تسبب مشاكل عديدة.
بدأ الفيتناميون الاستعداد للحرب الحاسمة على مملكة تشامبا في الجنوب عام 1470. وبدأت الحرب فعليًا بهجوم من ملك تشامبا ترا توان (Tra-Toan)، الذي توجه بجيشه إلى منطقة حدود فيتنام. ورد عليه لي ثانه تونج بالقوة والكفاءة المعتادة، فقام بتجميع جيش كبير من جميع أنحاء الدولة بالإضافة إلى إرسال وفد إلى محكمة مينغ لتوضيح أسباب الهجوم المُعادي على فيتنام. في 6 نوفمبر عام 1470، أمر لي ثانه تونج المحارب الوحشي اللواء دينه ليوت ولو نيم (Lê Niem) أن يتولى قيادة 100,000 رجل ويتجه إلى الجنوب. وفي 16 نوفمبر عام 1470، قاد هو نفسه جيشًا مكونًا من 150,000 كتيبة لمساعدته.
دخلت مجموعة الكتائب الأولى أراضي تشامبا يوم 18 ديسمبر.
يوم 5 فبراير، أمر قائد تشامبا ترا توان أخاه ثاي ناي (Thi Nai) أن يقود سِرّيًا ستة لواءات و5,000 كتيبة وأفيال ويقترب من جيش لو ثاي تونغ. اكتشف الفيتناميون هذه الخطة لذا قاد لي هاي كات (Le Hy Cat) وهوانغ نهان ثيم (Hoang Nhan Thiem) ولي ثي (Le the) وترينه فان ساي (Trịnh Van Sai) جيشًا قويًا مكونًا من 30000 رجل وهجموا على خلفية جيش العدو عن طريق البحر. وفي نفس الوقت تربص جيش بقيادة نغوين دوك ترونج (Nguyen Duc Trung) بجيش تشامبا وأجبره على الانسحاب، وبعدها تم القضاء على هذا الجيش نهائيًا على يد كتائب لي هاي كات. كان ملك تشامبا في غاية الرعب واستسلم ولكن تم رفض الاستسلام.
يوم 27 فبراير، قاد لي ثانه تونج الكتائب بنفسه للاستيلاء على ثي ناي (Thi Nai)، أهم ميناء في تشامبا.
يوم 29 فبراير، أحاط الجيش الفيتنامي بمدينة فيجايا (Vijaya) عاصمة تشامبا (بالقرب من مدينة كواي نهون (Qui Nhơn) حاليًا). وبعد أربعة أيام من الحصار، تم الاستيلاء على المدينة وأسر ملك شامب، ترا توان. مات هذا الملك في رحلة العودة إلى مدينة ثانغ لونغ (Thang Long). خسرت تشامبا كثيرًا ومن ذلك 60,000 قتيل و30,000 آخرون تم استعبادهم. تمت إضافة منطقتين في تشامبا رسميًا إلى مملكة فيتنام وهما أمارافاتي (Amaravati) وفيجايا وأصبحتا تمثلان الأقليم الجديد كوانغ نام (Quang-nam).
استمر الجيش الإمبراطوري لداي فيت في الزحف إلى الجنوب حتى وصل إلى ممر كا (Cả pass) - يبعد حوالي 50 ميلاً عن مدينة كاوثارا (Kauthara) في تشامبا (نها ترانغ (Nha Trang) حاليًا) وهنا توقف لي ثانه تونج وأمر بإقامة مستوطنة لتحديد الحد الفاصل الجديد بين مملكته وأراضي تشامبا (Insight Guide - Vietnam, Scott Rutherford (ed.), p. 275, 2006 ISBN 981-234-984-7).

أدى فتح مملكة تشامبا إلى بداية فترة توسع جنوبي سريع للفيتناميين في أراضي هذه المملكة المفتوحة مؤخرًا. استخدمت الحكومة نظامًا لتسوية الأراضي يُسمى دون دين (đồn điền) (屯田). 

## حملات على لان إكسانغ (Lan Xang)
في عام 1479، شنّ لي ثانة تونج حربًا ضد اتحاد لان إكسانج، (لاوس حاليًا) ردًا على الحملات المستمرة من الغرب. فقام جيش فيتنامي قوي بغزو أراضي لاو، وسلب عاصمتها مدينة لوانغ فرابانغ (Luang Phrabāng). ومن هنا بدأ لان إكسانج في دفع جزية لمحكمة داي فيت الإمبراطورية (فيتنام، محاكمات الأمة ومصائبها D. R. SarDesai, pg 35, 1988). تدخلت داي فيت لاوس على الأقل مرة أخرى خلال حكم ترينه كان (Trịnh Căn) عام 1694. بالإضافة إلى أن مقاطعة لاي تشاو (Lai Chau) ومقاطعة دين بين (Dien Bien) حاليًا تم أخذهما من لان إكسانج وإضافتهما إلى فيتنام، فهما الآن جزء من فيتنام.

## التطورات الحضارية
شرع لي ثانه تونج قانونًا تشريعيًا جديدًا ونشره بتوسع - يُدعى هونج دوك (Hong-duc). وكانت القوانين الجديدة 
اعترفت المحكمة رسميًا بمجموعة من 28 شاعرًا (Tao Dan) وكُتب تاريخ رسمي جديد لفيتنام يُسمى «تاريخ مملكة داي فيت الكامل» (Đại Việt Sử ký Toàn thư). جَمّعه المؤرخ نغو سي ليين (Ngo Si Lien) عام 1479 ونشره تحت إشراف الإمبراطور.

## لي ثانه تونج، الإنسان
عندما كان صغيرًا، تعلم أفضل تعليم كونفوشيوسي على يد معلمه تران فونج (Tran Phong) الذي كتب بعد ذلك عن جديته الشديدة في التعلم. اهتم لي ثانه تونج شديدًا بتنفيذ المبادئ الكونفوشيوسية في حكومته واهتم أيضًا بالتأكد من اتفاق هذه المبادئ مع مملكة داي فيت ومناسبتها لها.
تجول ثانه تونج المملكة كلها عام 1467، لحل المشاكل المحلية الموجودة، وفصل موظفي الحكومة، وإعادة توزيع الأراضي التي تم أخذها بطريقة غير قانونية. مما جعله محبوبًا بين الناس.
كتب لي ثانه تونج في الشعر أيضًا، وتم إنقاذ البعض مما كتب. فكتب القصيدة التالية في بداية حملته على تشامبا:

مائة ألف ضابط ورجل، 

بدأوا في رحلة بعيدة. 

تسقط على الأشرعة، والمطر.

يخفف من الأصوات للجيش.
حاول لي ثانه تونج أن يكون حاكمًا كونفوشيوسيًا مثاليًا ونجح في محاولته: عن طريق الاهتمام بإقامة حكومة جديدة والاهتمام بالأخلاق الشخصية.

## الإرث
تمت تسمية الشوارع الرئيسية في أغلب مدن فيتنام على اسم لي ثانه تونج، بغض النظر عن الاتجاه السياسي للحكومة.

## وصلات خارجية
- لي ثانه تونج على موقع الموسوعة البريطانية (الإنجليزية)